# University of Kent
Die University of Kent, bis 2003 University of Kent at Canterbury, ist eine britische Universität bei Canterbury in Kent. Der zentrale Hauptcampus liegt auf der Gemarkung von Canterbury in der ländlichen Grafschaft Kent in Südostengland; weitere Gebäude befinden sich in den nahe gelegenen Ortschaften Chatham (Medway Campus) und Tonbridge (beide ebenfalls Kent). Zudem hat die Universität Zentren für Postgraduates in Brüssel und Paris.

## Geschichte
Eine Universitätsgründung in der alten Stadt Canterbury, Sitz des Erzbischofs von Canterbury, des geistlichen Oberhaupts der Church of England, wurde bereits 1947 angedacht. Hauptgrund hierfür waren steigende Studentenzahlen. Es dauerte jedoch bis 1959, ehe die Initiative ergriffen wurde und die Suche nach einem Gelände für den Campus begann. 1962 hatte man ein Areal bei der Beverly Farm gefunden, am Stadtrand von Canterbury.
Der Lehrbetrieb begann im Oktober 1965. Marina, Duchess of Kent, wurde 1966 die erste Kanzlerin der Hochschule.
In den 1990ern und 2000ern erfolgte die Expansion außerhalb des zentralen Campus, nach Tonbridge und Medway. Daher wurde 2003 „at Canterbury“ aus dem Universitätsnamen gestrichen.

## Gliederung
Der Canterbury Campus befindet sich auf einer Anhöhe etwa 2 Meilen (3 km) vom Ortszentrum der Bischofsstadt entfernt. Er erstreckt sich über eine Fläche von etwa 300 Acres (1,2 km²).

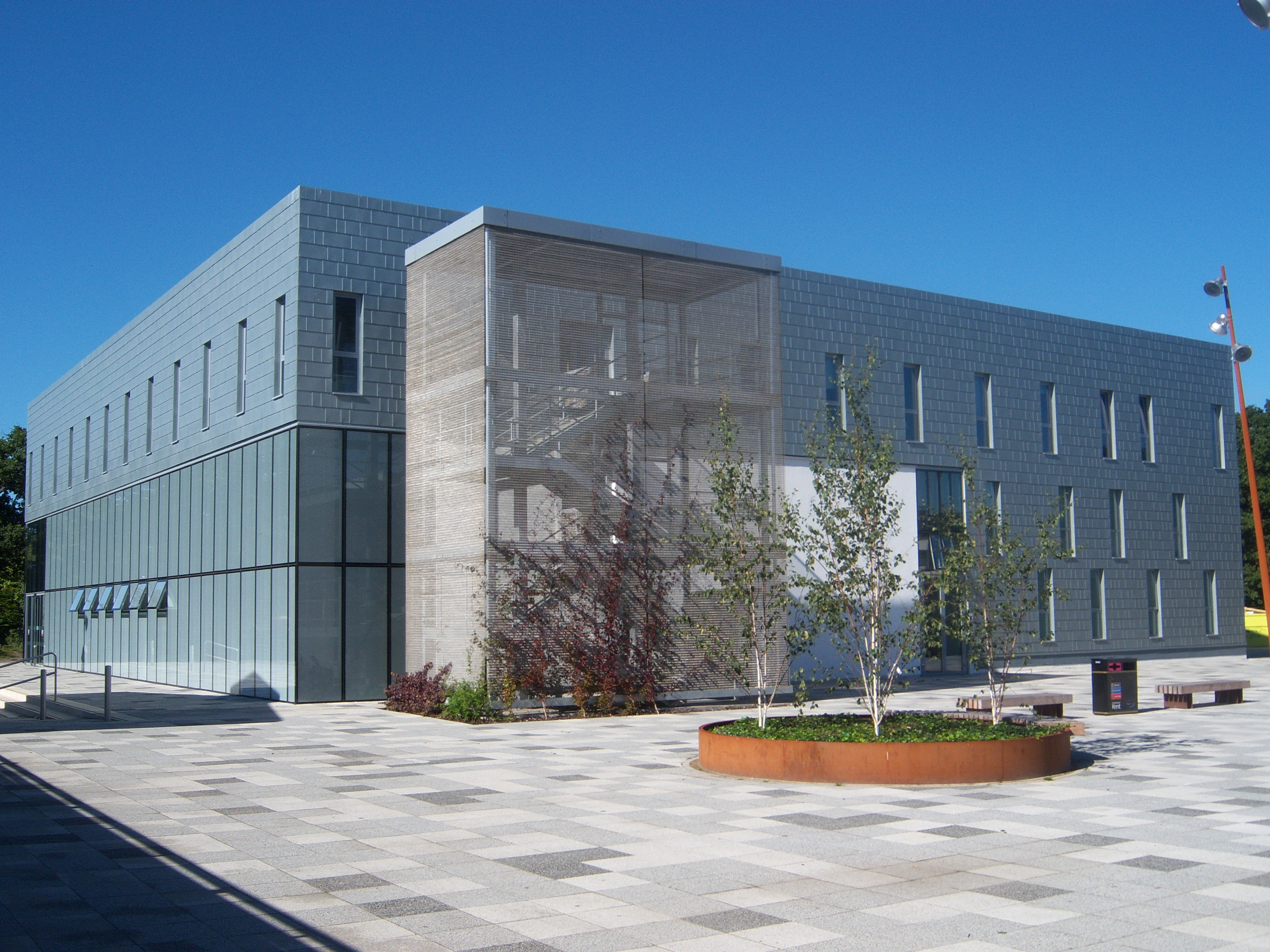
Kunstschule (School of Arts) im Canterbury Campus

Hier befinden sich fünf Colleges der Universität, die nach berühmten  britischen oder US-amerikanischen Persönlichkeiten benannt sind:
- Eliot College (Eliot starb am Tag der Gründung der Uni und dieses Colleges, dem 4. Januar 1965)
- Rutherford College (gegr. 1966)
- Keynes College (1968)
- Darwin College (1970)
- Woolf College (2008)

Der Medway Campus befindet sich seit 2004 am Fluss Medway am Chatham Dockyard, etwa 30 Meilen (46 km) nordwestlich von Canterbury, der Tonbridge Campus (seit 1982, ständig erweitert) in Tonbridge, etwa 43 Meilen (70 km) südwestlich von Canterbury.
Die Universität ist in drei Fakultäten gegliedert, je eine für Geisteswissenschaften, Sozialwissenschaften und Naturwissenschaften.
An der School of Social Policy, Sociology and Social Research besteht seit 2007 das im englischsprachigen Raum einmalige Centre for Parenting Culture Studies, das es sich zur Aufgabe gesetzt hat, interdisziplinäre Forschung zur gegenwärtigen Kultur der Elternschaft zu fördern.

## Studierende
Im Studienjahr 2019/2020 waren 18.710 Studierende eingeschrieben, von denen 10.135 weiblich und 8.570 männlich waren. 2012 waren 19.665 Personen eingeschrieben gewesen, 2014/2015 waren es 18.985. 2019/2020 kamen 14.525 Studierende aus England, 105 aus Wales und 1.360 aus der EU. 16.500 waren Vollzeitstudenten, 2.210 studierten in Teilzeit. Für das Studienjahr 2020/2021 schrieben sich 4.850 neu an der Universität ein.